# فهد جاسم الفريج
فهد جاسم الفريج (مواليد 1 يناير 1950 -)، كان وزيراً للدفاع في سوريا. وهو من مواليد قرية الرهجان التابعة لناحية الحمرا في محافظة حماة لعائلة سنية الواقعة في وسط سوريا. ولم يكن معروفا كثيرا قبل عدة سنوات ولكنه في العام 2005 أصبح أحد نواب رئيس هيئة الأركان. وعين في بداية الأزمة السورية رئيسا لهيئة الأركان خلفاً لداوود راجحة الذي أصبح وزيرا للدفاع. عُيّن يوم الأربعاء 18 يوليو 2012 نائباً للقائد العام للجيش والقوات المسلحة، وزيراً للدفاع بعد مقتل راجحة في تفجير مبنى الأمن القومي السوري بحزب البعث الحاكم.

## التكوين والتعليم العسكري العالي
- بكالوريس علوم عسكرية ، سلاح المدرعات، الكلية الحربية، حمص
- ماجستير الأركان، سورية
- ماجستير القيادة والأركان، سورية
- ماجستير الأركان العليا (دورة الحرب)، سورية

## إشاعات عن اغتياله
ذاعت وسائل الأنباء بتاريخ 03/04/2013، أخبارًا عن اغتياله. والتي تبين لاحقاً عدم صحتها.